# Mas Serra (Riudellots de la Selva)
Mas Serra és una masia al Veïnat de l'Estació de Riudellots de la Selva inclosa a l'Inventari del Patrimoni Arquitectònic de Catalunya.
Masia de tres naus, dues plantes i golfes amb vessants a laterals i cornisa plana. El portal és d'arc de mig punt amb grans dovelles i a la clau trobem inscrita la data de 1566. Al costat dret de la planta baixa hi ha una finestra rectangular emmarcada amb pedra, llinda decorada i ampit motllurat, i a l'esquerra una obertura d'arc de mig punt que dona accés al galliner. Al primer pis hi ha tres interessants finestres renaixentistes amb guardapols.
L'obertura de l'esquerra presenta guardapols acabat amb caps d'angelets i la de la dreta amb culs-de-llànties. Les dues tenen llinda decorada amb motiu floral inscrit en un triangle. Pel que fa a la finestra principal, més gran, presenta als extrems del guardapols dues petxines, la llinda amb el text “OIA PIERREM PRETERA MARE DEUM” i un bonic escut central amb el símbol d'una serra i la inscripció “ROC SERRA”.
La façana lateral té dues finestres també emmarcades amb pedra, una d'elles amb impostes i, l'altra amb la llinda i l'ampit torçats, probablement per un moviment de la casa. El costat dret de l'edifici té un pati interior i diversos cossos afegits entre els quals cal destacar un porxo amb un arc de mig punt de rajol cegat. L'interior es conserva intacte pel que fa a l'estructura i els acabats, ja que no s'hi ha fet cap intervenció i tant el paviment de toves com els sostres d'embigat de fusta són encara els originals.